# ويليام بارترام
ويليام بارترام (بالإنجليزية: William Bartram)‏ هو عالم طبيعي أمريكيّ. ولد ويليام بارترام، ابن آن (ميندينهال قبل الزواج) والعالم الطبيعي جون بارترام، مع شقيقته التوأم إليزابيث، في حي كينغسيسينغ بمدينة فيلادلفيا بولاية بنسلفانيا الأمريكية. رافق ويليام بارترام -بصفته صبيًّا- والده في العديد من الرحلات التي قام بها، ومنها رحلته إلى جبال كاستكيل في ولاية نيويورك، وإلى غابات بان بارينز في ولاية نيوجرسي، وإلى إقليم نيو إنجلاند، وإلى ولاية فلوريدا. لوحظ عند بارترام -منذ سنين مراهقته- قدرة كبيرة على رسم أشكال النباتات والطيور بجودة عالية، بالإضافة إلى لعبه لدور متزايد في العناية بحديقة النباتات الخاصة بوالده، وإضافته للعديد من الأنواع النادرة إليها.
باشر ويليام، في عام 1773، برحلة استغرقت أربعة أعوام عَبَر فيها ثماني مستعمرات جنوبية. وضع بارترام في رحلته هذه العديد من الرسومات وأخذ العديد من الملاحظات حول المجموعة الحيوانية (الوحيش) والمجموعة النباتية (النبيت) وحول السكان الأمريكيين الأصليين المنتشرتين في تلك المنطقة. استكشف ويليام، في سنة 1774، نهر سانت جونز وواجه في رحلته هذه صدامات لا تنسى مع تماسيح شرسة، وزار أيضًا القرية الرئيسية لقبيلة سيمينول في منطقة كوسكوليا، حيث احتفل أفراد القبيلة بقدومه وأعدوا له مأدبة كبيرة. التقى ويليام بارترام بآهايا (المعروف باسم «راعي البقر») زعيم جماعة آلاشوا في قبيلة سيمينول، الذي تحمّس لفكرة اهتمام بارترام بدراسة النباتات والحيوانات المحليّة وأطلق عليه لقب (باغ باغي «صياد الزهور»). تابع بارترام رحلاته الاستكشافية في غابات السافانا في مقاطعة آلاشوا (التي يطلق عليها اليوم اسم غابات بان بارينز)، وكتب عن تجاربه في استكشاف مناطق الجنوب الشرقي من الولايات المتحدة في كتابه الذي حمل عنوان «رحلات عبر شمال وجنوب كارولينا، وريف شيروكي، والمناطق الشاسعة التابعة لشعب موسكوكي أو شعب الجدول (شعب كريك)، وأراضي شعب الشاكتاو، ورصد تربتها والنتاج الطبيعي لها، وعادات وتقاليد الهنود الحمر فيها «الصادر في عام 1791، والذي يعرف اليوم اختصارًا باسم «سفريات بارترام». أطلق أي جي سكوير وإدوين هاملتون ديفيس في كتابهما «الآثار القديمة لوادي المسيسيبي» على ويليام بارترام لقب «أول علماء الطبيعة الذين اخترقوا الغابات الاستوائية الكثيفة في فلوريدا».

## الوصول إلى جورجيا
وصل ويليام بارترام إلى مدينة تشارلستون في ولاية كارولينا الجنوبية في 31 مارس من عام 1773، وعلم إثر وصوله بإجراء قبائل الهنود الحمر لاجتماع في منطقة أوغستا بولاية جورجيا في شهر يونيو/ حزيران، وتلقّ دعوة من قبل جون ستيورت، المشرف على علاقات الهنود الحمر، للانضمام إلى الفريق الذي من شأنه إجراء دراسة حول تنازل الهنود الحمر -مرة جديدة- عن جزء من أراضيهم. سافر بارترام، بعد حضوره لعدد من المناقشات التجاريّة، إلى سافانا في 11 أو 12 من شهر أبريل، وسافر -في الفترة التي كان ينتظر فيها بدء مؤتمر الأمريكيين الأصليين- إلى ساحل جورجيا حيث زار بعض مزارع الأرز في مدينة ميدوي، وانطلق بعدها إلى مدينة دارين حيث حلّ فيها ضيفًا على الضابط الأمريكي لاكلان مكنتوش.
سرد بارترام في كتابه «سفريات بارترام» حادثة وقعت في عام 1776 على الأرجح، إذ قابل أثناء تجواله في منطقة جنوب جورجيا ذات الكثافة السكانية المنخفضة، فردًا جاسرًا من أفراد قبيلة سيمينول كان قد قرر أن يقتل أول رجل أبيض يصادفه، ولكنّه تخلّى عن سلاحه وعدل عن فكرته هذه عندما تعامل بارترام معه بطلفٍ غير متوقع.
عاود ويليام بارترام زيارة منطقة حصن بارينغتون الواقعة على نهر التاماها خلال رحلته عبر المنطقة الشاطئية، حيث اكتشف في عام 1765 مع جون بارترام شجرتين جديدتين، لكنّهما لم يتمكّنا من الحصول على أزهارها لتأخرهما عن موسم الإزهار. أطلق ويليام على هذه الأشجار في كتابه اسمي «شجرة فرانكلين» (فرانكلينا ألتاماها)، و«شجرة فيفر» (بينكنيا بيوبينز). كانت قصّة اكتشاف بارتراك لشجرة فرانكلين استثنائية، ويعود ذلك إلى أنها لم تكن موجودة في البرية، وتنحدر جميع الأشجار الحية التابعة لنفس النوع اليوم من البذور التي قام بارترام بجمعها.
سافر ويليام بارترام بعد ذلك إلى مدينة أوغستا بولاية جورجيا، وقام في فترة انتظاره لاختتام مؤتمر الأمريكيين الأصلين بعمليات استكشاف للمنطقة. انتهى المؤتمر في 3 يونيو من عام 1773 بتوقيع معاهدة أوغستا التي تخلّى شعبا الكريك والشيروكي بموجبها عن 674 ألف فدان (2727.5 كم مربع) من الأراضي الواقعة في شمال شرق ولاية جورجيا مقابل إلغاء جميع ديونهم للتجار. انضم بارترام إلى فريق المسح الذي تولّى مهمّة تحديد أبعاد الأراضي المتفق عليها. وقعت أثناء عملية المسح، في مكان بات يعرف فيما بعد باسم «غريت بوفالو ليك»، حادثة تسببت في إيقافها، إذ شكّك الأمريكيون الأصليون بدقّة المسار الذي يتبعه فريق المسح، الذي أكّد أنّ مساره صحيح لأنّه يستعمل بوصلة دقيقة، فردّ عليه زعيم قبيلة الهنود الحمر «يونغ واريور»: «كانت الأداة الصغيرة الشريرة كاذبة، ومن غير المقبول الاعتماد على نتائجها، لأنّها ستؤدي في نهاية المطاف إلى طرد الهنود الأصليين من أراضيهم». أثار هذا الخطأ (فقد أُثبت خطأ المساح) استياء الهنود، ونشأ على إثره خلاف كبير بين الطرفين، إذ قرّر زعيم القبائل الهندية تعطيل الاتفاق، والعودة إلى وطنهم عبر أقصر الطرق، ومنع فريق المسح من المضي قدمًا بعد آخر نقطة وصلوا إليها. ومع ذلك، فقد أجبرتهم شكوى وسلوك الكولونيل، بعد تأخر تنفيذ الاتفاق لفترة من الزمن، على الحيد عن قرارهم بتعطيل تنفيذ المعاهدة، مقابل وضعهم لعدة شروط عليها وهي: التخلص من البوصلة التي أثبتت عدم جدارتها في القيام بهذه العملية، ومشاركة القبائل في عملية المسح تحت قيادة الزعيم نفسه، وحصولهم بالمقابل على كميات كبيرة من السلع.
عاد بارترام إلى سافانا في منتصف شهر يوليو، وأمضى فصلي الخريف والشتاء في منطقة ساحل جورجيا، فاستكشف نهر التاماها، وكتب تقريره، وأعدّ البذور لشحنها إلى إنجلترا.

## إلى فلوريدا مجدّدًا
بدأ بارترام في شهر مارس من عام 1774 رحلته التي طال انتظارها إلى شرق فلوريدا، إذ حطّ رحاله في الطرف الشمالي من جزيرة إميليا، وسافر عبر بلدة فيرناندينا التاريخية إلى مزرعة اللورد إغمونت حيث تتوضع بلدة فيرناندينا في يومنا هذا. استمتع بارترام بصحبة وكيل اللورد إغمونت، ستيفن إيغان، الذي ركب معه في رحلته حول جزيرة إميليا للتعرف على المزارع والتلال الهندية. أبحر بارترام مع إيجان من جزيرة إميليا عبر الشريط المائي الداخلي إلى نهر سانت جونز، ومنه إلى مدينة كاو فورد (التي تعرف اليوم بجاكسونفيل) حيث اشترى بارترام مركبًا شراعيًا صغيرًا. نزل بارترام بعد ثلاثة أيام من الرحلة في مزرعة فرانسينس فاتيو في منطقة سويتزرلامد في ولاية فلوريدا، حيث علم بالاضطرابات الأخيرة التي حصلت في متاجر سبالدينغ. توقف بارترام في اليوم التالي بشكل مؤقت في حصن بيكولاتا، المكان الذي فشل بالزراعة فيه قبل سبع سنوات، وتابع بعد ذلك رحلته إلى الضفة الغربية للجزيرة أو ما يعرف بالساحل الهندي، إذ كان النهر هو الحدّ الفاصل بين المنطقة التابعة للهنود الحمر على الضفة الغربية للجزيرة، والأرض الواقعة تحت السيطرة الإنكليزية في الشرق.

## روابط خارجية
- ويليام بارترام على موقع الموسوعة البريطانية (الإنجليزية)
- ويليام بارترام على موقع إن إن دي بي (الإنجليزية)